# Middle Crow Creek (Crow Creek)
Der Middle Crow Creek ist der etwa 48 km lange, rechte Quellfluss des Crow Creek im Südosten des US-Bundesstaates Wyoming.

## Verlauf
Der Middle Crow Creek entspringt unmittelbar östlich von Interstate 80/U.S. Highway 30 in dem als Sherman Mountains bezeichneten, südlichen Teil der Laramie Mountains im Albany County auf einer Höhe von etwa 2600 m, ca. 15 km südöstlich von Laramie und 15 km nordwestlich von Buford. Von dort fließt er in zunächst in südöstliche Richtung durch den Medicine Bow National Forest, erhält einige kleinere Nebenflüsse und schlägt weiter flussabwärts einen östlichen Verlauf ein. Der Fluss erreicht das Laramie County und durchfließt den Curt Gowdy State Park, in dem er zu den beiden großen Stauseen Granite Springs Reservoir und Crystal Lake Reservoir aufgestaut wird. Der Middle Crow Creek verlässt die Bergkette nach Osten, unterquert den Wyoming Highway 210 und erhält mit dem South Crow Creek von rechts seinen längsten Nebenfluss. Nach knapp 48 km fließt der Middle Crow Creek auf einer Höhe von 1954 m mit dem North Fork Crow Creek zum Crow Creek zusammen.

## Hydrologie
Der Middle Crow Creek ist als Quellfluss des Crow Creek Teil des Einzugsgebietes des South Platte River, der über Platte River, Missouri und Mississippi in den Golf von Mexiko entwässert. Das Einzugsgebiet des Middle Crow Creek umfasst ein Gebiet von etwa 260 km² und grenzt an die Einzugsgebiete von North Fork Crow Creek im Norden, Lone Tree Creek im Süden sowie Dale Creek im Westen. Der mittlere Abfluss am Pegel bei Hecla beträgt 0,14 m³/s, die größten Abflüsse finden sich in den Monaten April, Mai und Juni. Im unteren Flussverlauf weist der Middle Crow Creek eine periodische Wasserführung auf.

## Belege
1. 1 2 3 4 5  Middle Crow Creek (Crow Creek). In: Geographic Names Information System. United States Geological Survey, United States Department of the Interior (englisch).
2. ↑  USGS 06754500 MIDDLE CROW CREEK NEAR HECLA, WY. Abgerufen am 4. Januar 2025.